# دهستان کیبر
کیبر، دهستانی است از توابع بخش جلگه زوزن و در شهرستان خواف استان خراسان رضوی ایران.
نام کیبر برگرفته از رشته کوه کیبر می باشد.

## جمعیت
جمعیت این دهستان بر اساس سرشماری سال ۱۳۸۵ جمعیت آن (۱٬۹۴۸خانوار) ۸٬۹۳۴نفر
بوده است.